# إلياس صنبر
إلياس صنبر هو كاتب ومؤرخ فلسطيني رئيس تحرير مجلة دراسات فلسطينية التي تصدر في باريس ومسؤول عن الوفد الفلسطيني في المفاوضات التي أجريت وتجرى حول حق عودة اللاجئين.
ولد إلياس صنبر في حيفا سنة 1947. كان عمره 15 شهراً فقط عندما استقرت عائلته في لبنان إثر إعلان قيام دولة إسرائيل. واصل سنة 1969 دراسته في باريس. درّس القانون الدولي جامعة باريس VII. درّس بعد ذلك في لبنان ومن ثم في جامعة برينستون بالولايات المتحدة. في سنة 1981 ساهم في تأسيس مجلة دراسات فلسطينية. هو كذلك عضو في المجلس الوطني الفلسطيني منذ 1988.
عين مندوباً لفلسطين لدى هيئة اليونسكو الدولية في تشرين الأول/ أكتوبر 2005.
ترجم أعمال محمود درويش للغة الفرنسية وله ما يزيد عن 7 كتب.

## روابط خارجية
- إلياس صنبر على موقع IMDb (الإنجليزية)